# Asako Dodo
Asako Dodo (百々 麻子, Dodo Asako) est une seiyū (doubleuse) née le 8 novembre 1967 dans la préfecture de Kanagawa, au Japon. Elle a donné sa voix à la mère de Kagome Higurashi dans Inu-Yasha.

## Rôles
- Digimon Adventure 02 (mère de Ken Ichijouji)
- Hand Maid May (Aoi Saotome)
- Inu-Yasha (mère de Kagome)
- Kekkaishi (Shizue Yukimura)
- Mermaid Saga (Sayori)
- Najica Blitz Tactics (Shinobu Misato)
- Raimuiro Senkitan (Sumi Ichijouji)
- Code Geass  (Marianne vi Britannia)
- Blaze Union: Story to Reach the Future (Baretreenu, Sleip)
- Togainu no Chi (Ema)